# Rio da Jacutinga
Rio da Jacutinga är ett vattendrag i Brasilien.   Det ligger i delstaten Mato Grosso, i den centrala delen av landet, 1 500 km väster om huvudstaden Brasília.
I omgivningarna runt Rio da Jacutinga växer i huvudsak städsegrön lövskog. Trakten runt Rio da Jacutinga är nära nog obefolkad, med mindre än två invånare per kvadratkilometer.